# Westminster (Kalifornija)
Westminster je grad u američkoj saveznoj državi Kalifornija. Prema popisu stanovništva iz 2010. u njemu je živjelo 89.701 stanovnika.